# ルイ・サンドロ・デ・カルヴァーリョ・ドゥアルテ
ルイ・サンドロ・デ・カルヴァーリョ・ドゥアルテ（Rui Sandro de Carvalho Duarte、1980年10月11日 - ）は、ポルトガル・リスボン出身の元サッカー選手。 現役時代のポジションは、ディフェンダー（ライトバック）。